# 昌邑路
昌邑路是中華人民共和國上海市浦東新區黃浦江沿岸的一條道路，為瀝青路面，道路西起即墨路，東至羅山路楊浦大橋，路名來自山東省昌邑縣。該道路原址為工家浜和朱家宅河兩條河流，1950年填没，1957年筑路。